# Septuaginta
Septuaginta (z lat. septuaginta sedmdesát; odtud často označovaná pouze římskou číslicí LXX nebo řeckým Οʹ; řecky Μετάφραση των Εβδομήκοντα) je překlad Starého zákona do řečtiny a vůbec nejstarší zachovalý překlad Starého zákona, který vznikal v Alexandrii přibližně od 3. do 1. století př. n. l.

## Vznik
O vzniku LXX informuje List Aristeův, který vypráví o tom, jak král Ptolemaios II. Filadelfos dal někdy ve 3. století př. n. l. za úkol 72 židovským mudrcům přeložit Tóru pro potřeby alexandrijské knihovny. Počet těchto překladatelů si našel cestu až do samotného názvu tohoto překladu.
Moderní textová kritika klade vznik překladu do údobí 3.–1. století př. n. l. Původně panovala domněnka, že Septuaginta, na mnoha místech zásadně odlišná od masoretského textu, je jen špatným překladem hebrejského textu. Nálezy v Kumránu v polovině XX. století však ukázaly, že se jedná o celkem přesný překlad jiné verze hebrejského textu.
Překlad byl určen Židům, žijícím mimo Palestinu, kteří měli problémy rozumět tehdy již v běžném styku nepoužívanému hebrejskému jazyku. Překlady jednotlivých knih dosahují rozdílné kvality.
V době reformace vznikl spor o to, které knihy církev uznává jako součást biblického kánonu.
Jako Septuaginta se též mohou označovat pouze druhotně vzniklé kánony vzniklé v diaspoře kolem 6. století př. n. l., které nebyly později uznány protestantskými církvemi, např. reformovanou, ale pouze katolickou.

## Septuaginta ve starověku
V židovství ztratila LXX svůj význam kolem přelomu tisíciletí po přijetí palestinského kánonu podle legendy v Jamnii (Javne) roku 92, když Židé postupně přestávali používat řečtinu v reakci na skutečnost, že LXX byla sbírkou posvátných textů používaných křesťanskou církví.
V té byl tento překlad v raných dobách naproti tomu velmi rozšířen, zvlášť proto, že řečtina se stala běžným dorozumívacím jazykem celého tehdejšího světa (tj. Římské říše). Cituje-li Nový zákon starší spisy starozákonní, v naprosté většině je cituje právě ve znění septuagintním. Tato skutečnost povede k tomu, že církev bude považovat za součást biblického kánonu knihy obsažené v LXX (až na výjimky). Užívání LXX bylo tak obvyklé a přirozené, že se knih specifických pro LXX (jako Kniha Sírachovcova) užívalo dokonce pro výuku katechumenů.
Septuaginta se stala také součástí prvního pokusu o jakési kritické vydání Starého zákona, když ji alexandrijský kněz Órigenés zařadil do své Hexaply – paralelního textu jemu dostupných biblických textů.
V západní církvi se z jazykových důvodů prosadil nakonec (zřejmě až v 6. století) latinský překlad (Vulgata), avšak jeho autor, svatý Jeroným, nejprve porovnával LXX s hebrejským textem; nakonec však přeložil většinu Vulgaty přímo z hebrejštiny (kromě některých knih dostupných pouze v řečtině).

## Starověké revize Septuaginty

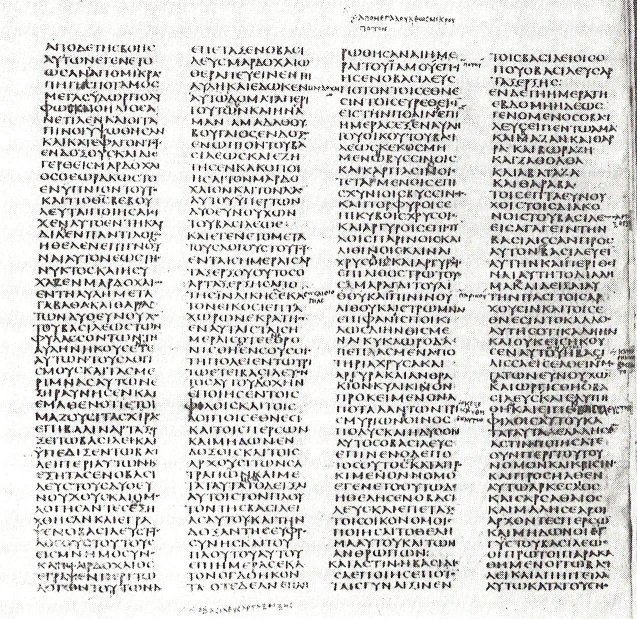
Ukázka textu sinajského kodexu (část knihy Ester)

Septuaginta doznala, přes svou snahu se chápat jako autoritativní a konečná, několika překladových revizí. Nejznámější jsou tzv. „Tři“, tj. židovští učenci Aquila, Theodotion a Symmachos. Aquila přeložil Starý zákon do řečtiny kolem roku 128 n. l. Jeho překlad je natolik věrný originálu, že jeho řečtinu často může pochopit jen ten, kdo je obeznámen s hebrejštinou. Symmachus překládal též v 2. století n. l., jeho překlad je však velmi vzletný a jen těžko může sloužit k rekonstrukci hebrejského originálu. Theodotion, snad nejstarší z Tří, má střízlivý styl, jeho revize však vychází nikoli přímo ze Septuaginty, nýbrž z již revidovaného textu. Tyto tři autory uvádí v Hexaple i Órigenés. Je pravděpodobné, že impulsem k těmto revizím či překladům byla skutečnost, že Septuaginta se stávala spíše křesťanskou verzí Starého zákona. Křesťané jí využívali mimo jiné i pro argumentaci proti židovskému učení. Aby tomu mohli Židé odpovídat, pořídili přesnější, židovské teologii více odpovídající překlady.
Druhou vlnu revizí zažila Septuaginta na přelomu 3. a 4. století od křesťanů. První, méně významnou a téměř nedochovanou revizí je Hesichiova, druhou provedl Lúkiános. Lúkiánova verze sloužila později jako řecká předloha pro další překlady či revize do jiných jazyků (arménština, gruzínština apod.).

## Rukopisy
Téměř celý text Septuaginty obsahují staré kodexy ze 4. a 5. století – Codex Vaticanus, Codex Sinaiticus a Codex Alexandrinus. Tyto rukopisy jsou nejstaršími dochovanými texty Starého zákona, nejstarší rukopisná podoba masoretského textu se nám dochovala až v Codexu Leningradiensis B 19A z roku 1008.

## Význam Septuaginty dnes
Dnešní význam Septuaginty spočívá mimo jiné právě v tom, že vycházela z jiného hebrejského textu než dochovaný masoretský text, který se ustálil mezi 2. a 10. stoletím, a je tak jedním z významných pramenů pro hledání původního znění biblických knih. Některé části Bible se dokonce uchovaly pouze díky Septuagintě.
V pravoslavné církvi představuje Septuaginta dodnes nejdůležitější verzi Starého zákona, v Řecku a na Kypru se používá v liturgii, ačkoli v jiných částech světa se běžně používají její překlady do příslušného jazyka.

## Obsah Septuaginty
Vysvětlivky: (*) = v protestantských církvích apokryf, v katolické církvi deuterokanonický spis, v pravoslaví anaginoskomenon, (**) = spis uznávaný pouze ve východních církvích, (***) = spis neuznávaný žádnou církví.
| Řecký název                         | Český název                                                              |
| ----------------------------------- | ------------------------------------------------------------------------ |
| ΓΕΝΕΣΙΣ                             | Genesis                                                                  |
| ΕΞΟΔΟΣ                              | Exodus                                                                   |
| ΛΕΥΙΤΙΚΟΝ                           | Leviticus                                                                |
| ΑΡΙΘΜΟΙ                             | Numeri                                                                   |
| ΔΕΥΤΕΡΟΝΟΜΙΟΝ                       | Deuteronomium                                                            |
| ΙΗΣΟΥΣ ΝΑΥΗ                         | Jozue                                                                    |
| ΚΡΙΤΑΙ                              | Kniha soudců                                                             |
| ΡΟΥΘ                                | Kniha Rút                                                                |
| ΒΑΣΙΛΕΙΩΝ Αʹ                        | 1. Královská (1. Samuelova)                                              |
| ΒΑΣΙΛΕΙΩΝ Βʹ                        | 2. Královská (2. Samuelova)                                              |
| ΒΑΣΙΛΕΙΩΝ Γʹ                        | 3. Královská (1. Královská)                                              |
| ΒΑΣΙΛΕΙΩΝ Δʹ                        | 4. Královská (2. Královská)                                              |
| ΠΑΡΑΛΕΙΠΟΜΕΝΩΝ Αʹ                   | 1. Kniha letopisů (1. Paralipomenon)                                     |
| ΠΑΡΑΛΕΙΠΟΜΕΝΩΝ Βʹ                   | 2. Kniha letopisů (2. Paralipomenon)                                     |
| ΕΣΔΡΑΣ Αʹ                           | (**) 1. Ezdráš (v katolictví také nazývaný 3. Ezdráš)                    |
| ΕΣΔΡΑΣ Βʹ, ΝΕΕΜΙΑΣ                  | 2. Ezdráš (Ezdráš, Nehemjáš)                                             |
| ΕΣΘΗΡ                               | Kniha Ester (Přídavky jsou (*))                                          |
| ΙΟΥΔΙΘ                              | (*) Kniha Júdit                                                          |
| ΤΩΒΙΤ                               | (*) Kniha Tóbijáš                                                        |
| ΜΑΚΚΑΒΑΙΩΝ Αʹ                       | (*) 1. Makabejská                                                        |
| ΜΑΚΚΑΒΑΙΩΝ Βʹ                       | (*) 2. Makabejská                                                        |
| ΜΑΚΚΑΒΑΙΩΝ Γʹ                       | (**) 3. Makabejská                                                       |
| ΜΑΚΚΑΒΑΙΩΝ Δʹ                       | (***) 4. Makabejská                                                      |
| ΨΑΛΜΟΙ                              | Žalmy                                                                    |
| ΩΔΑΙ (s ΠΡΟΣΕΥΧΗ ΜΑΝΑΣΣΗ)           | (***) Kniha ód (s Modlitbou Menašeovou)                                  |
| ΠΑΡΟΙΜΙΑΙ                           | Kniha přísloví                                                           |
| ΕΚΚΛΗΣΙΑΣΤΗΣ                        | Kniha Kohelet                                                            |
| ΑΣΜΑ                                | Píseň písní                                                              |
| ΙΩΒ                                 | Jób                                                                      |
| ΣΟΦΙΑ ΣΟΛΟΜΩΝΤΟΣ                    | (*) Moudrost Šalomounova                                                 |
| ΣΟΦΙΑ ΣΕΙΡΑΧ                        | (*) Sírachovec                                                           |
| ΨΑΛΜΟΙ ΣΟΛΟΜΩΝΤΟΣ                   | (***) Žalmy Šalomounovy                                                  |
| ΩΣΗΕ                                | Kniha Ozeáš                                                              |
| ΑΜΩΣ                                | Kniha Ámos                                                               |
| ΜΙΧΑΙΑΣ                             | Kniha Micheáš                                                            |
| ΙΩΗΛ                                | Kniha Jóel                                                               |
| ΟΒΔΙΟΥ                              | Kniha Abdijáš                                                            |
| ΙΩΝΑΣ                               | Kniha Jonáš                                                              |
| ΝΑΟΥΜ                               | Kniha Nahum                                                              |
| ΑΜΒΑΚΟΥΜ                            | Kniha Abakuk                                                             |
| ΣΟΦΟΝΙΑΣ                            | Kniha Sofonjáš                                                           |
| ΑΓΓΑΙΟΣ                             | Kniha Ageus                                                              |
| ΖΑΧΑΡΙΑΣ                            | Kniha Zacharjáš                                                          |
| ΜΑΛΑΧΙΑΣ                            | Kniha Malachiáš                                                          |
| ΗΣΑΙΑΣ                              | Kniha Izajáš                                                             |
| ΙΕΡΕΜΙΑΣ                            | Kniha Jeremjáš                                                           |
| ΒΑΡΟΥΧ                              | (*) Kniha Báruk                                                          |
| ΘΡΗΝΟΙ                              | Pláč Jeremjášův                                                          |
| ΕΠΙΣΤΟΛΗ ΙΕΡΕΜΙΟΥ                   | (*) List Jeremjášův (v katolictví: Báruk, 6. kapitola)                   |
| ΙΕΖΕΚΙΗΛ                            | Kniha Ezechiel                                                           |
| ΣΩΣΑΝΝΑ                             | (*) Zuzana                                                               |
| ΔΑΝΙΗΛ (s ΤΩΝ ΤΡΙΩΝ ΠΑΙΔΩΝ ΑΙΝΕΣΙΣ) | Kniha Daniel (s Modlitbou Asarjášovou a Třemi muži v rozpálené peci) (*) |
| ΒΗΛ ΚΑΙ ΔΡΑΚΩΝ                      | (*) Bél a drak                                                           |

### Kritické vydání
- Septuaginta. ed. Alfred Rahlfs. Stuttgart: Deutsche Bibelgesellschaft, 1979. lxxi + 941 stran. ISBN 3-438-05121-4

### České překlady
- Kniha Ester v řeckých verzích (Septuaginty a alfa-textu). Z řeckého originálu přeložila Veronika Černušková, komentářem opatřil Petr Chalupa. Praha: Vyšehrad, 2016. (Septuaginta; sv. 1). ISBN 978-80-7429-644-4.
- Izaiáš : komentovaný překlad řecké septuagintní verze. Překlad Gabriela Ivana Vlková, Jana Plátová. 1. vyd. Praha: Vyšehrad, 2018. 400 s. (Septuaginta; sv. 2). ISBN 978-80-7429-987-2.
- Žalmy I. Žalm 1–40 podle řeckého překladu Septuaginty. Z řeckého originálu přeložila Veronika Černušková, Jana Plátová a Ladislav Tichý, úvod a komentář Petr Chalupa. Praha: Vyšehrad, 2019. 152 s. (Septuaginta, sv. 3). ISBN 978-80-7601-201-1.